# Namir (Syria)
Namir (arab. نامر) – miejscowość w Syrii, w muhafazie Dara. W 2004 roku liczyła 2507 mieszkańców.